# Albarinyo
L'albarinyo és una varietat de raïm originari de Galícia, amb el qual s'elabora vi blanc del mateix nom en aquesta regió i, en menor mesura, a Cantàbria, Castella i Lleó i Catalunya. En el nord de Portugal es coneix com a alvarinho o cainho branco i és abundant a Monção i Melgaço, al nord-oest del país.
El nom Albarinyo ve d'albar, i aquest d'albo, que significa "blanc" (i en portuguès "Alvarinho" d'alvar i alvo), del llatí albus, "blanc".
L'albarinyo també és conegut com a albarina, alvarín blanc, alvarinha, alvarinho, azal blanc, galego i galeguinho.

## Història
Segons el gastrònom i escriptor Álvaro Cunqueiro, el raïm albarinyo va ser portat a Galícia pels monjos de l'orde del Cister al segle xii. Aquests monjos, que provenien possiblement d'Alsàcia, van plantar vinyers a les valls del Camí de Sant Jaume. També hi ha la teoria que aquest raïm és proper al raïm francès Petit Manseng.
Els anys 90 el Consell Superior d'Investigacions Científiques (CSIC) va estudiar els clons de albariño que hi havia en tota la geografia gallega, comptabilitzant mitjà centenar amb més de 200 anys d'antiguitat. El 1993 el CSIC va plantar 11 dels millors clons en la parcel·la de la Missió Biològica de Galícia. L'estudi va demostrar les diferències en producció, qualitat del raïm, qualitat del most i sensibilitat a les malalties de la vinya de cadascun. En la dècada de 2000 els treballs van comptar amb l'ajut de la Diputació de Pontevedra i de cellers com Terra Gauda. El 2012 la Missió Biològica de Galícia, el CSIC i el Consell Regulador Ries Baixas van signar un acord per comercialitzar els cinc primers clons de albarinyo certificats.

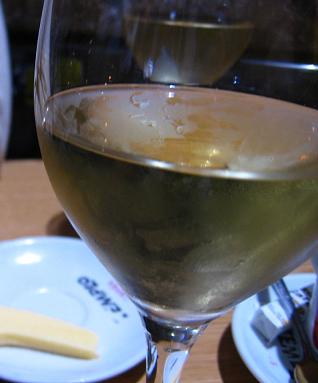
Copa de vi de albarinyo.

## Vins

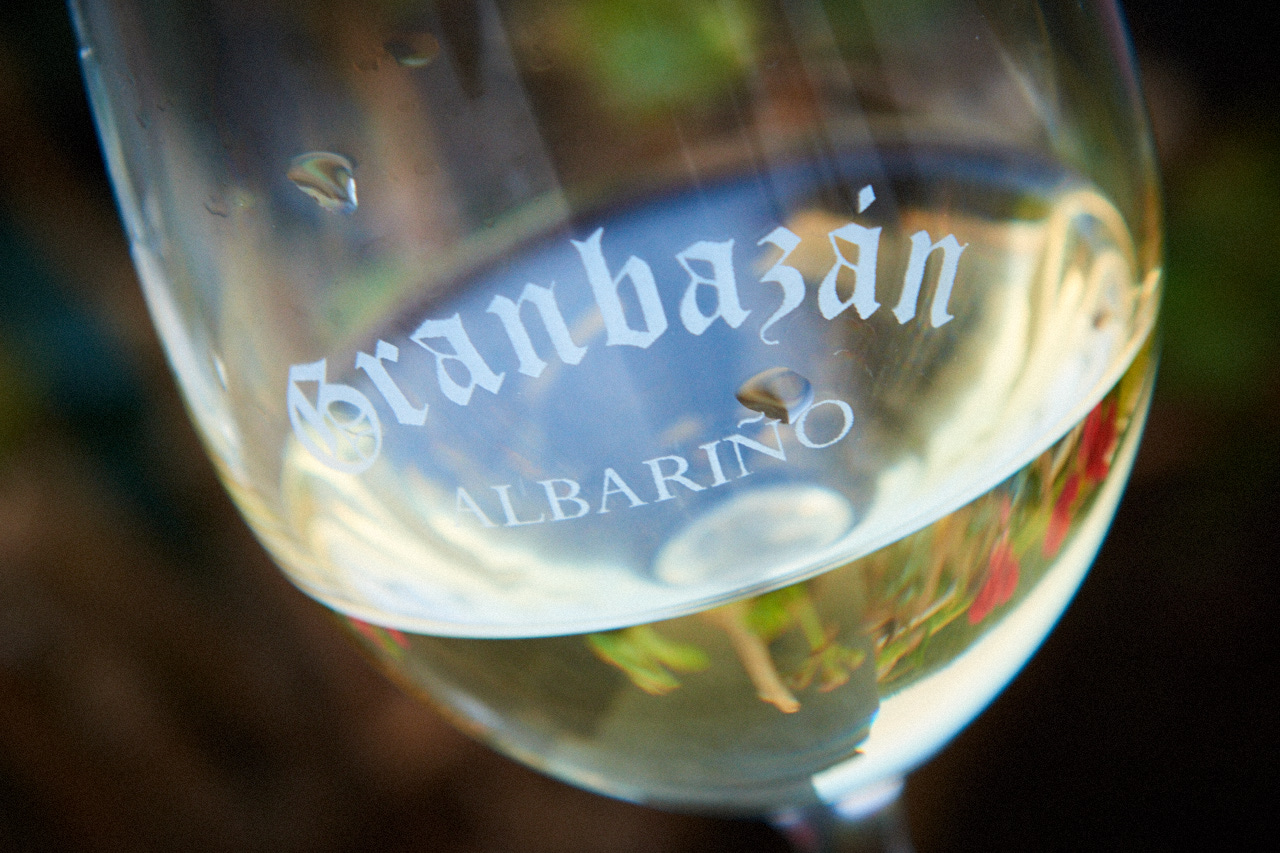
Copa de Vi Albariño Ries Baixas

Els seus vins tenen una graduació alcohòlica entre 11,5 i 12,5 graus i una acidesa notable. Té un gran potencial aromàtic afruitat que recorda el prèssec i l'abercoc, amb matisos florals, similar al Viognier, Gewurztraminer, o Petit Manseng. Els seus monovarietals són els vins blancs més prestigiosos de Galícia. És habitual consumir-los joves, encara que alguns cellers els elaboren amb criança en barrica. Alguns enòlegs no consideren positiu que sigui massa afruitat i embafador.

## Regions
Segons l'Ordre APA/1819/2007, de 13 de juny (BOE del dia 21), el raïm albariño és una varietat de vinya destinada a la producció de vi recomanada a Galícia i autoritzada a Cantàbria, Castella i Lleó i Catalunya (D.O. Costers del Segre i D.O. Catalunya)
Es produeix albarinyo de forma molt abundant en les Rias Baixas, sobretot en les localitats de Cambados, Comtat do Tea i Barbanza i Iria. La comarca del Salnés concentra el 70 % de la producció vitivinícola de les Ries Baixas. En la Denominació d'Origen O Ribeiro i Valdeorras sol barrejar-se amb loureiro, godello, caiño, arinto o treixadura. Aquestes mescles van ser comunes a Galícia fins a 1986, quan es va crear la DO Rias Baixas. A partir de llavors l'albariño va començar a ressorgir per a vins monovarietales, tant per a la demanda espanyola per com per a la internacional. Amb aquest ressorgir de la albariño, aquests varietales han anat "escalant posicions per als paladars d'Europa, Amèrica i de tots els bevedors de vi que desitgen sabors nets i rics a fruita madura" i ha portat a l'elaboració de nous vins a Portugal.
És comú a la regió portuguesa de Vinho verde, encara que només està legalment establerta a les regions de Monção i Melgaço. També hi ha cultius d'aquesta varietat a diverses àrees vitícoles de Califòrnia, com Santa Ynez Valley, Clarksburg, Napa, Edna Valley i Los Carneros AVAs., Oregon, a Abacela Winery i Umpqua Valley AVA, i a l'estat de Washington als Estats Units.